# Raumkonstruktion Nr. 12
Die Raumkonstruktion Nr. 12 ist eine Konstruktion von Alexander Rodtschenko aus seiner zweiten Serie von sechs Skulpturen (1920 bis 1921). Die Konstruktion ist aus teilweise mit Aluminiumfarbe gestrichenem Sperrholz und misst 61 × 83,7 × 47 cm. 
Sie befindet sich heute im Museum of Modern Art in New York City (Inventarnummer 156.1986). Es handelt sich um das einzige erhaltene dreidimensionale Werk von Rodtschenko.

## Entstehung
Alexander Rodtschenko schuf 1918 eine erste Serie von Skulpturen, die aus zusammengesetzten Flächen bestanden (Nr. 1–7). Diese Skulpturen sind ausnahmslos verschollen. Von der Konstruktion Nr. 5 und 6 existiert jeweils eine Fotografie.
In den Jahren 1920 bis 1921 schuf Rodtschenko eine weitere Serie von Konstruktionen. Diese Serie umfasste die Nr. 8–13. Es handelt sich jeweils um Sperrholz-Konstruktionen, die aus einzelnen Ringen bestehen, die in die dritte Dimension gedreht werden können.
Die Raumkonstruktion Nr. 12 besteht aus mehreren Ellipsen aus Sperrholz, die verdreht sind, sich jedoch jederzeit wieder zu einer Fläche zurückdrehen lassen.
Die Konstruktion ist ein frühes Werk des Konstruktivismus. Die Serie von Werken markiert den Übergang von der Malerei zur Skulptur im Werk von Alexander Rodtschenko und im Konstruktivismus überhaupt. Das Werk führt von der reinen Kunst zur Produktionskunst, wobei es jedoch noch funktional ungebunden bleibt.

## Provenienz und Ausstellungsgeschichte

### Provenienz
Das Werk wurde vom griechischen Kunstsammler George Costakis erworben. Anschließend ging es in den Besitz der Artco-Costakis Collection (Art Co. Ltd., Nassau) und wurde 1986 vom Museum of Modern Art erworben.

### Ausstellungsgeschichte
- Zweite Ausstellung der OBMOChU (Mai bis Juni 1921), Moskau
- Ersten Russischen Kunstausstellung Berlin 1922 (15. Oktober 1922 bis Ende 1922), Galerie Van Diemen; vom 29. April bis 28. Mai 1923 im Stedelijk Museum, Amsterdam
- On Line: Drawing Through the Twentieth Century (21. November 2010 bis 7. Februar 2011), Museum of Modern Art, New York
- Inventing Abstraction, 1910–1925 (23. Dezember 2012 bis 15. April 2013), Museum of Modern Art, New York